# Катамадзе, Николай Калистратович
Николай Калистратович Катамадзе (1921 год, село Кведа-Сакара, Шорапанский уезд, Кутаисская губерния, ССР Грузия — неизвестно, Зестафонский район, Грузинская ССР) — бригадир Аргветского виноградарского совхоза Грузинского шампанкомбината Министерства пищевой промышленности СССР, Зестафонский район, Грузинская ССР. Герой Социалистического Труда (1949).

## Биография
Родился в 1921 году в крестьянской семье в селе Кведа-Сакара Шорапанского уезда. После окончания школы трудился рядовым колхозником в местном колхозе до призыва по мобилизации в Красную Армию. Участвовал в Великой Отечественной войне. После демобилизации возвратился в Грузию и стал трудиться бригадиром в виноградарском совхозе Грузинского комбината виноградных вин в селе Аргвета Знсатфонского района.
В 1948 году бригада под его руководством собрала в среднем с каждого гектара по 102,6 центнеров винограда на участке площадью 10,2 гектара. Указом Президиума Верховного Совета СССР от 5 октября 1949 года удостоен звания Героя Социалистического Труда за «получение высоких урожаев винограда в 1948 году» с вручением ордена Ленина и золотой медали «Серп и Молот» (№ 4772).
Этим же Указом званием Героя Социалистического Труда были награждены труженики Арагветского совхоза Грузинского шампанкомбината звеньевые Отар Владимирович Буцхрикидзе и Дементий Евстатиевич Леладзе.
За выдающиеся трудовые достижения по итогам Восьмой пятилетки (1966—1970) был награждён Орденом Октябрьской революции.
После выхода на пенсию проживал в Зестафонском районе. С 1981 года — персональный пенсионер союзного значения. Дата его смерти не установлена (после 1985 года).
Награды
- Герой Социалистического Труда
- Орден Ленина
- Орден Октябрьской Революции (08.04.1971)
- Орден Отечественной войны 2 степени (06.04.1985)[2]
- Медаль «За победу над Германией в Великой Отечественной войне 1941—1945 гг.» (09.05.1945)